# Солдатики (фильм)
«Солдатики» (англ. Small Soldiers) — американский фантастический фильм режиссёра Джо Данте по сценарию Теда Эллиотта и Терри Россио. Главные роли исполнили Кирстен Данст и Грегори Смит, а также Фрэнк Ланджелла и Томми Ли Джонс, которые озвучили персонажей-игрушек.
Сюжет рассказывает о высокотехнологичных игрушках, запрограммированных с помощью военных микропроцессоров. Игрушки-солдатики («Коммандос») подвергают район, где они продавались, опасности, стремясь в соответствии с программой уничтожить своего врага — игрушек-инопланетян («Горгонитов»).
Выпущенный 10 июля 1998 года в США фильм получил неоднозначные отзывы, но имел коммерческий успех, собрав 87,5 миллиона долларов при бюджете в 40 миллионов долларов. Фильм посвящён сыгравшему одну из ролей актёру Филу Хартману, который был убит своей женой за два месяца до американской премьеры фильма. Кроме того, это была последняя роль Клинта Уокера в кино перед его выходом на пенсию.

## Сюжет
Ведущий оборонный подрядчик «Глоботек» (GloboTech Industries) выходит на рынок гражданских товаров и приобретает компанию Heartland Toy Company, которая владеет фабрикой игрушек, в связи с чем генеральный директор «Глоботек» Гил Марс (Денис Лири) поручает дизайнерам Ларри Бенсону (Джей Мор) и Ирвину Вейфейеру (Дэвид Кросс) разработать «настоящие живые игрушки». На совещании Марс, выслушав предложения Ирвина и Ларри по выпуску новых линий игрушек, безапелляционно утверждает идею противостояния солдатиков-коммандос Ларри с монстрами-горгонитами Ирвина, в корне изменив концепцию последнего. Столкнувшись с жёстким трёхмесячным сроком на разработку и выпуск игрушек, амбициозный Ларри отказывается от испытаний на безопасность, затем использует пароль Ирвина и выбирает высокотехнологичный микропроцессор X—1000 GloboTech для активации моделей.
Алан Абернати (Грегори Смит) подписывает партию новых игрушек от «Глоботек» в магазине своего отца, который ввиду своей командировки оставляет сына за главного. Он и водитель службы доставки Джои (Дик Миллер) из любопытства активируют эмиссара горгонитов Лучника и солдатика-коммандос по имени Чип «Душегуб» Хазард. Соседка и возлюбленная Алана, Кристи Фимпл (Кирстен Данст) посещает магазин с младшим братом Тимми и просит зарезервировать Чипа Душегуба на предстоящий день рождения брата. Алан возвращается домой и неожиданно обнаруживает Лучника в своём рюкзаке. Тем же вечером коммандос по приказу майора Душегуба активируются и атакуют горгонитов, попутно устроив в магазине настоящий погром. Алан, совместно с Кристи наведя порядок в магазине на следующий день, звонит в компанию с требованием возместить ущерб, тем более, что по итогу противостояния горгонитов и коммандос обе партии игрушек (за исключением Лучника) исчезли. Позже, когда Ларри и Ирвин прослушивают запись обращения Алана, Ларри обнаруживает, что поспешил — микрочип X—1000 был разработан для интеллектуального наведения баллистических ракет. Инженер «Глоботек» позже объясняет, что схема искусственного интеллекта микрочипа, модифицируя любую связанную с ней машину, саморазвивается, но проблемы с защитой от электромагнитных импульсов остановили внедрение микрочипов в армейскую технику.
Коммандос преследуют Алана с Лучником в рюкзаке, проникают в его дом, берут Лучника в заложники и допрашивают на кухне. Благодаря вмешательству Алана горгонит спасен, а один из коммандос оказывается серьёзно поврежден и неработоспособен. На шум прибегают родители Алана, которым юноша пытается объяснить происходящее, но без весомых доказательств (коммандос сбежали, а Лучник отключается) старшие Абернати не верят сыну, вдобавок подозревая его в употреблении наркотиков. На следующий день Алан вместе с Лучником понимают, что раз коммандос ищут горгонитов, это значит, что последние не уничтожены, а прячутся. Алан находит их в мусорном баке возле магазина. Дома Алан узнаёт, что горгониты стремятся вернуться на свой родной остров, Горгон, который, как они решили по фото из Интернета, находится в Йосемитском национальном парке. Прослушивая телефонную линию Абернати, коммандос узнают об интересе Алана к Кристи, проникают в дом её семьи, усыпляют снотворным родителей, связывают Тимми и используют микрочип погибшего товарища для «оживления» кукол Кристи в качестве союзников. Затем солдатики берут саму Кристи в заложники, чтобы заставить Алана сдать горгонитов.
Алан и Лучник отвлекают коммандос и пробираются в дом Фимплов, чтобы спасти Кристи, но куклы атакуют Алана. Совместными силами куклы уничтожены, после чего Алан и Кристи сбегают. Солдатики преследуют их на импровизированных транспортных средствах, но все, кроме майора Душегуба, погибают в результате аварии. Алан, Кристи и Лучник возвращаются в дом Абернати и обнаруживают, что обе их семьи ждут их, полагая, что Алан похитил Кристи и обездвижил Фимплов. На этот раз родители Алана верят рассказу сына о горгонитах и коммандос, но Фил и Марион (Фил Хартман и Уэнди Шаал), родители Кристи, по-прежнему настроены скептически. Прибывают разработчики игрушек, Ирвин и Ларри, и сообщают о «дефекте партии», но затем Чип Душегуб атакует дом с новым крупным отрядом элитных коммандос из угнанного у Джои грузовика с отзывной партией, экипированных большим количеством импровизированных транспортных средств и оружия. Коммандос отключают электричество и штурмуют дом, проигнорировав предложение Фила о передаче горгонитов.
В разгар боя все принимают идею Ирвина создать кустарный электромагнитный импульс. Алан планирует взобраться на столб линий электропередач и замкнуть трансформаторы. Кристи, Ирвин и Ларри направляются в дом Фимплов, чтобы включить все электроприборы внутри и разомкнуть автоматические выключатели для большего скачка напряжения. Горгониты, благодаря уговорам Лучника пересилив заложенную в них программу, вступают в бой и помогают в борьбе против коммандос. Чип Душегуб взлетает на вершину столба ЛЭП на самодельном вертолётике, чтобы остановить Алана, где он сражается и побеждает подоспевшего на подмогу Лучника, но Алан хватает Душегуба и ставит между силовых трансформаторов, вызывая электромагнитный импульс, который уничтожает его вместе со всеми коммандос, а также выводит из строя всю электронику в округе.
Директор «Глоботек» Гил Марс прибывает на место происшествия на личном вертолёте во время расследования и оценки ущерба на следующий день. Он сполна платит Джои и обеим семьям за понесённые убытки, также покупая их молчание для СМИ, а Ларри и Ирвину ставит задачу перепрофилировать микрочипы игрушек для использования в реальных военных целях. Алана и Кристи сближают последние события, они планируют начать встречаться. Вечером во время уборки Алан обнаруживает, что горгониты не отключились, они избежали воздействия ЭМИ, спрятавшись под упавшей спутниковой тарелкой Фимплов. Семья Абернати привозит горгонитов в Йосемитский национальный парк, где Алан с грустью отпускает их на большой игрушечной лодке в путешествие по реке с целью «найти Горгон».

## В ролях
- Грегори Смит — Алан Абернати
- Кевин Данн — Стюарт Абернати
- Энн Магнусон — Айрин Абернати
- Фил Хартман — Фил Фимпл
- Уэнди Шаал — Марион Фимпл
- Кирстен Данст — Кристи Фимпл
- Джейкоб Смит[англ.] — Тимми Фимпл
- Денис Лири — Гил Марс
- Дэвид Кросс — Ирвин Вейфейер
- Джей Мор — Ларри Бенсон
- Александра Уилсон — мисс Кигел
- Дик Миллер — Джои

### Озвучивание
- Фрэнк Ланджелла — Лучник
- Томми Ли Джонс — майор Чип Душегуб
- Джордж Кеннеди — Брик Базука
- Клинт Уокер — Ник Нитро, эксперт по разрушениям
- Сара Мишель Геллар и Кристина Риччи — Гвенди

## Производство
В одном из интервью режиссёр картины Джо Данте вспоминал: «Изначально мне сказали сделать остросюжетную картину, ориентированную на молодёжь, но когда число спонсоров увеличилось, новой задачей было в некоторой степени „смягчить“ сюжет, сделав его более подходящим и для детей. В конечном итоге фильм вобрал элементы этих двух подходов. Непосредственно перед выходом было удалено множество эпизодов агрессивного экшена и взрывов».
О спецэффектах фильма Данте заявил: «Мы планировали использовать много кукольных моделей специалиста по визуальным эффектам Стэна Уинстона — он сделал несколько очень сложных кукол, которые могли выполнять необычные действия. Но на практике мы обнаружили, что гораздо проще и дешевле позволить CGI-специалистам дорабатывать сцены после съёмок. В «Солдатиках» только одна треть кукольная, остальное — компьютерная графика, хотя первоначальная идея заключалась в том, чтобы сделать фильм большей частью именно кукольным».

## Критика
На агрегаторе рецензий Rotten Tomatoes рейтинг одобрения составляет 49 % на основе 47 обзоров, со средним баллом 6,1 из 10.
Роджер Эберт дал фильму 2,5 звезды из 4, заявив: «Игрушки представлены как личности, которые могут думать самостоятельно, и среди них есть правдоподобные герои и злодеи. Для маленьких детей это может быть ужасающим опытом». Кэролайн Уэстбрук из Empire дала фильму 3 звезды из 5 и сказала: «Это „Гремлины“ с игрушечными солдатиками, только не такие мрачные и забавные».

## Влияние
Многие читатели сравнивают идею об оживших солдатиках с рассказами Стивена Кинга — «Поле боя» (1972 год) и Филипа Дика — «Маленькая революция» (1952 год).

## Видеоигры
В 1998 году было выпущено четыре видеоигры:
- Маленькие солдатики - PlayStation ( Electronic Arts / DreamWorks Interactive )
- Маленькие солдатики: Командир отряда - ПК ( Hasbro Interactive / DreamWorks Interactive)
- Маленькие солдатики - Game Boy ( THQ / Tiertex Design Studios / DreamWorks Interactive)
- Маленькие солдатики: Globotech Design Lab - ПК (Hasbro Interactive)